# Syngamoptera japonica
Syngamoptera japonica är en tvåvingeart som beskrevs av Shinonaga 2003. Syngamoptera japonica ingår i släktet Syngamoptera och familjen husflugor. Inga underarter finns listade i Catalogue of Life.